# Bes
Bes (ijek. bijes) je emocija proistekla iz nečije psihološke interpretacije usled vređanja, povređivanja ili pak odbijanja te osobe. Uvek ga prati i snažna želja za osvetom i ispravljanjem tuđih postupaka na jednako ofanzivan način.
Autor R. Novako razvrstava tri načina manifestacije besa:
- Kognitivni (manifestuje se kroz učestalo ocenjivanje sredine, a posebno njenih segmenata koji nam proizvode bes),
- Somatsko afektivni (osoba koja oseća napetost i povećanu agitantnost/najdinamičniji model manifestacije), i napokon
- Bihevioralni model (osoba se povlači u sebe i kreće da gaji povećani antagonizam prema stvarima i ljudima oko sebe).

U fizičke manifestacije besa spadaju povišeni krvni pritisak, ubrzani rad srca, kao i povećano lučenje adrenalina.
Socialna manifestacija besa uključuje mimiku lica, govor tela, kao i povišen/preteći ton prilikom razgovora. Takva manifestacija naravno nije svojstvena samo ljudima već i životinjama (najsličnija primatima). Iako osobe koje su osetile bes i manifestovale ga kažu da su bile pod afektom, psiholozi smatraju da bes isprva sam po sebi smanjuje mogućnost samokontrole kao i mogućnost sagledavanja objektivne slike o sebi i drugima. Danas psihologija smatra da je bes potpuno prirodna emocija koju svako živo biće oseti i manifestuje, čak smatraju i da ima strane koje su pozitivne po evolutivni opstanak]] vrste, ali nekontrolisani bes može narušiti ne samo socijalni život ljudi koji ga manifestuju, već i njihovo psihičko i fizičko zdravlje.

## Socijalni i psihološki pogledi
Psiholozi generalno priznaju tri oblika besa. Prvi je uobličen u iznenadnoj i ishitrenoj formi koja ima funkciju samoodržanja jedinke i svojstven je ne samo ljudima već i životinjama. Nastaje prilikom ugrožavanja života i opstanka jedinke. Kad se druga vrsta pojavi izaziva želju za razrešenjem situacije koju osoba percipira a koja je nepravedna prema toj osobi ili drugima. Drugim rečima ova manifestacija služi da preduhitri zlotvor u njegovim namerama. Oba ova oblika imaju funkciju samoodržanja jedinke, potpuno su prirodni i svojstveni živim bićima. Takođe se javljaju na epizode kad su potrebni. Treća manifestacija je pak sušta ljutnja i ima karakterne i kognitivne odlike. Nuspojave ovog modela su razdražljivost, nepoverenje, iritacija, a često i uskoumlje.
Bes kao osećanje može mobilisati psihološke resurse ka ispravljanju nepravdi i ka korekciji tuđeg ili sopstvenog pogrešnog ponašanja, ali zato uvek smanjuje strpljenje osobe koja ga oseća, kao i njenu empatiju, objektivnost u rasuđivanju i uopšte kontrolu. Razlika između besa i agresije je očigledna, iako ova dva pojma utiču jedan na drugi. Bes i ljutnja cesto mogu otvoriti put agresiji, dok agresija nad nekim može izazvati bes u posmatraču ili subjektu. Ali samo stanje besa ne može biti dovoljno da bi se pokrenula agresija.

## Simptomi
Dve najosnovnije polarizovane podele manifestacija su pasivni bes i agresivni bes. Simptomi su sledeći:

### Pasivni bes
- Ravnodušnost: upotreba lažnih i apatičnih gestova i fraza, lažni osmesi, sleganje ramenima, „nek odluče drugi“ stav. Pričanje o svojim frustracijama bez pokazanih emocija.
- Izbegavanje: izbegavanje konflikata, ne ulaženje u rasprave, okretanje leđa prilikom kriznih situacija, izražena fobija.
- Bezvrednost: defetizam, oslanjanje na nepouzdane osobe, seksualna impotencija, isticanje manje bitnih stvari i iskazivanje frustracije oko njih ali zato zanemarivanje onih bitnijih.
- Opsesivno ponašanje: Stalna provera stanja stvari okolo, opsesija za čistoćom ili perfekcijom, opsednutost dijetama ili pak prejedanje.
- Manipulisanje: Izazivanje besa u drugima a onda davanje saveta i uteha tim istim osobama, zakuvavanje agresije a onda izbegavanje učešća u istim, emotivno ucenjivanje, lažni izlivi tuge, uništavanje veza, gomilanje para ili resursa.
- Tajnovitost u svojim radnjama: Ogovaranje, nagomilavanje ozlojeđenosti i pražnjenje iste ljudima iza leđa, izbegavanje kontakta očima, ostavljanje drugih na cedilu, bilo koja forma anonimne kritike.
- Krivljenje sebe: Preterano izvinjavanje za svoje ponašanje, preterana samokritika, nameštanje smera razgovora tako da te drugi kritikuju.
- Samožrtvovanje: Biti uvek od pomoći (preko mere), zadovoljavanje sa podređenom pozicijom, tiho odavanje znakova da patiš ali i odbijanje pomoći, velika zahvalnost za obične stvari.

### Agresivni bes
- Maltretiranje: Nasilno ponašanje, guranje, vikanje, koristeći moć zarad ugnjetavanja, igrajući se sa slabostima drugih.
- Destruktivnost: Uništavanje objekata, nanošenje bola životinjama, uništavanje odnosa, agresivna vožnja, zloupotreba supstanci.
- Grandioznost: hvalisavost, izražavanje nepoverenja, ne delegiranje, želja da se bude u centru pažnje stalno, ne slušanje drugih kad pričaju, očekivanje da će sama pompeznost nastupa rešiti sve probleme.
- Povređivanje: fizičko nasilje, verbalno zlostavljanje, pristrasne dvosmislene i vulgarne šale na nečiji račun, rušenje poverenja, psovanje, ignorisanje osećanja drugih, namerna diskriminacija, nepravedno okrivljavanje i kažnjavanje drugih, olako davanje etiketa.
- Manično ponašanje: prebrzo pričanje, prebrza vožnja, prebrzo hodanje, preterivanje u radu, i očekivanje od drugih da prate ovaj tempo.
- Sebičnost: ignorisanje tuđih potreba, odbijanje zahteva za pomoć.
- Pretnje: otvoreno zastrašivanje ljudi i pokazivanje na primerima na koji način im možete naneti štetu ili povrede, upiranje prstom, „lomljenje“ ruku prilikom razgovora (gest), nošenje odeće i simbola koji se dovode u vezu sa nasilnim ponašanjem, česta upotreba sirene u kolima, lupanje vratima.
- Nepravedno okrivljavanje drugih: optuživanje drugih za svoje greške, kriviti okolinu za svoja osećanja, često iznošenje optužbi.
- Nepredvidljivost: eksplozivnost osobe usled malih frustracija, napada na druge neselektivno, izdavanje nepravednih kazni i nanošenje štete drugima zbog toga, korišćenje alkohola i droga, izlaganje nelogičnih argumenata.
- Osvetoljubivost: biti veoma prek u kažnjavanju, odbijanje da se oprosti i zaboravi nekome ko nam je naneo zlo i često preuveličavanje razmera tog dela, stalno ponavljanje i navođenje bolnih sećanja iz prošlosti.

## Uzroci
Ljudi osete bes kad vide da su oni ili neko njima drag povređeni, da se nad njima vrši agresija ili bilo kakva druga nepravda koja je namerno naneta od strane jasno određenog krivca. Segment koji je takođe važan je da vide da mogu da utiču na dalji tok situacije i da je promene. Bes se uvek oseca prema osobi za koju se smatra da je krivac. Na primer, ako nam neko slupa kola osećaćemo bes prema njemu, ako nam kola stradaju usled elementarne nepogode osećaćemo tugu i gubitak, ali ako ih mi sami slupamo osećaćemo krivicu.
Ljutnja i bes takođe mogu imati više izvorišta koje ne moraju biti povezana, ali ipak ljudi retko kad nalaze više od jednog izgovora za upadanje u ljutnju. Prema tumačenju R. Novakoa bes je uvek povezan i sa kontekstom okruženja. Na primer osoba će lakše pobesneti ako pati od fizičkih bolova.

## Kontrolisanje
Svako upadanje u ljutnju zahteva donošenje odluke. Osoba može odreagovati neprijateljski, može izabrati i tihu reakciju (povlačenje u sebe i sl.), može sakriti ozlojeđenost, a može i raditi na konstruktivnom rešenju problema.

## Neurologija
Prilikom mapiranja mozga osoba koje su u stanju besa neurolozi su pronašli deo mozga koji je pritom aktivniji. To je lateralni orbitofrontalni korteks. Funkcija ovog režnja je inače povezana sa pristupnom motivacijom i pozitivnim afektivnim procesom u ophođenju.

## Psihologija
Spoljašnje iskazivanje besa se vidi po govoru tela i mimici lica prilikom javnih iskaza ljutnje. Naime tom prilikom lice pocrveni, obrve se spuste i namrgode, time samo pojačavajući ozbiljan pogled, nozdrve se rašire a vilica stisne. To je urođen obrazac telesnog ponašanja koji se može opaziti kod male dece koja još uvek nisu imala priliku da nauče socijalne aspekte pokazivanja besa. Takođe prilikom ljutnje muskulatura postaje napetija nego inače, spremajući se za napad ili odbranu. Ova napetost i nabusitost takođe daje i samopouzdanje i osećaj snage. Drugim recima telo postaje startno i spremno za delovanje.
Neuronauka je pokazala da se emocije generišu od strane većeg broja struktura u mozgu. Obrada osećanja može biti brza, minimalna i evaluativna, a ona se vrši dok podaci prolaze isprva kroz senzorne organe, pa kroz amigdale, da bi na kraju došle do limbičkog prednjeg dela mozga. No emocije koje nastaju usled diskriminacije i nepravde generišu se direktno u talamusu i idu do neokorteksa. Statističkom obradom podataka neki autori su zaključili da je bes genetički određen, to jest da će osoba biti podložnija ljutnji i besu ako ima genetičke osnove za to, ali ovo još uvek nije dokazana pretpostavka.

## Stanovišta filozofije o ljutnji

### Antika
Starogrčki filozofi su u svojim komentarima smatrali da je nekontrolisani bes, posebno prema robovima, štetan po društvo. Galen i Seneka su smatrali da je ljutnja vrsta ludila, odbili su spontani nekontrolisani bes kao prirodnu stvar, a takođe su isticali osobinu kontrolisanja besa kao pozitivnu. Seneka je čak smatrao da je bes loše osećati i u ratu i bitkama. Navodio je primer disciplinovane Rimske armije koja je u to vreme stalno pobeđivala Germanska plemena koja su bila poznata po svom vatrenom besu. Takođe je naveo i da prilikom sportskih takmičenja bes uvek može samo da unazadi.
Aristotel je pak smatrao da je bes koristan za sprečavanje nepravdi. Smatrao je i da je suprotnost od besa neosetljivost i indiferentnost. Razliku između temperamenata različitih ljudi pripisao je drugačijem skupu kvaliteta i humora koji ljudi imaju. Seneka je, na primer, smatrao da ljudi rumeni u licu i ljudi sa crvenom kosom imaju temperament skloniji ljutnji jer imaju suv i prek humor. Stari filozofi pak ne pišu o ženskom gnevu jer njihova dela i nisu bila posvećena ženama, ali Seneka na primer smatra da su žene podložnije izlivima besa i ljutnje.] Seneka takođe navodi i par saveta koji pomažu u izbegavanju besa i ljutnje. Naime greške koje činimo kad smo ljuti treba uvek pamtiti, treba izbegavati ljude koji su uvek ljuti i ne treba biti stalno u poslovima, uvek treba jesti i piti ako se oseti glad ili žeđ, i treba slušati mirnu muziku.

### Srednji vek
Tokom srednjeg veka filozofi nisu mnogo doprineli shvatanju gneva i ljutnje. Na primer srednjovekovni filozofi poput Ibn Sina, Rodžera Bekona i Tome Akvinskog su se složili sa drevnim filozofima da životinje ne mogu osećati gnev. Ali ipak al-Gazali, koji se često nije slagao sa Aristotelom i Ibn Sinom, je smatrao da životinje imaju bes koji im je jedna od tri moći koje gaje u svom srcu. Druge dve su apetit i impulsivnost. Smatrao je i da je volja životinja podređena besu i apetitu, dok je ljudska volja podređena intelektom.] Ustaljen stav u srednjem veku je bio da ljudi skloniji gnevu imaju visak žute žuči. Ovo verovanje ima korena u Senekinoj tvrdnji o temperamentnim crvenokosim ljudima sa suvim i prekim humorom.

### Moderna vremena
Savremena shvatanja gneva i besa nisu mnogo napredovala od shvatanja Aristotela. Imanuel Kant ne smatra osvetu za manu pošto ona služi za odbranu nečijeg dostojanstva, u isto vreme potire neosetljivost na socijalne nepravde, a i ako je neko nema kao osobinu umanjuje muževnost čoveka. Dejvid Hjum iznosi stav u pismu da su: Bes i mržnja su strasti koje smo dobili iz same srži nase konstitucije, i njihov nedostatak često može značiti slabost i imbecilnost.] Osnovna razlika između modernih i drevnih shvatanja gneva je drugačiji pristup u proučavanju. Stariji filozofi se nisu bavili štetom koja nastaje kad se bes sakriva i guši, dok modernija shvatanja uzimaju u obzir i rodne razlike prilikom proučavanja ove emocije. Američki psiholog Alber Elis ima stav da bes, ljutnja i gnev imaju korena u filozofskim značenjima i pretpostavkama na osnovu kojih ljudska bića tumače prekršaje nad njima.

## Literatura
- Rubin, Theodore I. Angry Book (1998). The. Simon and Schuster. ISBN 978-0684842011.
- Lerner, Harriet (2014). The Dance of Anger: A Woman's Guide to Changing the Patterns of Intimate Relationships. HarperCollins. ISBN 978-0062328526.
- Monica Ramirez Basco (2000). Never Good Enough: How to Use Perfectionism to Your Advantage Without Letting it Ruin Your Life. Simon and Schuster. ISBN 978-0684862934.
- Wright, Jesse; Monica Ramirez Basco (2010). Getting Your Life Back. Simon and Schuster. ISBN 978-0743214865.

## Dodatna literatura
- Meigs, J. Thomas (2001). „Maintaining A Good and Healthy Anger”. Review & Expositor. 98 (4): 503—522. S2CID 147576776. doi:10.1177/003463730109800403.
- Tiedens, L. Z. (2001). „Anger and advancement versus sadness and subjugation: the effect of negative emotion expressions on social status conferral”. Journal of Personality and Social Psychology. 80 (1): 86—94. PMID 11195894. doi:10.1037/0022-3514.80.1.86.

## Spoljašnje veze
- „Managing emotions in the workplace”. Архивирано из оригинала 24. 05. 2012. г. Приступљено 25. 12. 2018.
- Controlling Anger – Before It Controls You
- What Your Anger May Be Hiding – Leon F Seltzer Ph.D.
- The Interpersonal Effects of Anger and Happiness in Negotiations
- Why are we angry? Interesting analysis on anger, rage and aggression
- Get mad and get more than even: When and why anger expression is effective in negotiations